# Suphrodytes dorsalis
Suphrodytes dorsalis  (лат.) — вид жесткокрылых семейства плавунцов.

## Описание
Жук в длину достигает 3,8-5 мм. Тело слабовыпуклое, блестящее, имеет красно-жёлтый окрас. Надкрылья с чёрным швом и шестью продольными полосами на каждом.

## Экология
Живёт в прохладных водоёмах.